# Nazril Irham
Nazril Irham (Langkat, Indonesië, 16 september 1981), beter bekend onder zijn artiestennaam Ariel, is een Indonesische zanger en acteur. Hij is bekend geworden met zijn band Peterpan.
In 2010 kwam Irham in het nieuws toen bekend werd dat hij seksfilms had gemaakt. Een Indonesische rechter veroordeelde hem in 2011 tot 3,5 jaar gevangenisstraf wegens het maken en verspreiden van porno.
- Gemeinsame Normdatei: 1243269782
- International Standard Name Identifier: 0000 0003 7136 5616
- Library of Congress Control Number: n2011203964
- MusicBrainz: a9fdcf9b-4999-4d05-9258-4d5065474ae5
- Nederlandse Thesaurus van Auteursnamen: 351204709
- Virtual International Authority File: 250961200
- WorldCat: E39PBJrGyYKWJCR3xGqYD778md